# Euphorbia cereiformis
Euphorbia cereiformis ist eine Pflanzenart aus der Gattung Wolfsmilch (Euphorbia) in der Familie der Wolfsmilchgewächse (Euphorbiaceae).

## Beschreibung
Die sukkulente Euphorbia cereiformis bildet Sträucher bis 1 Meter Höhe aus, die zweihäusig sind. Sie verzweigen sich aus der Basis heraus und auch oberhalb davon. Die aufrechten Triebe werden 2,5 bis 5 Zentimeter dick und sind an der Basis dünner. Sie bilden neun bis fünfzehn dunkelgrüne Rippen aus, mit tiefen Furchen in den Zwischenräumen. Auf den Rippen befinden sich runde Warzen in einem Abstand von bis zu 4 Millimeter zueinander.
Es werden einzelne, unfruchtbare Blütenstandstiele ausgebildet, die 5 bis 10 Millimeter lang werden. Sie sind dornig, nadelförmig, rötlich gefärbt und mit wenigen, sehr kleinen Tragblättern besetzt. Über die eigentlichen Blütenstände ist nichts bekannt.

## Verbreitung und Systematik
Euphorbia cereiformis ist nur aus Kultur bekannt. Bei der Art wird eine Hybride vermutet, deren Elternteile unbekannt sind, jedoch Euphorbia heptagona beteiligt sein könnte.
Euphorbia cereiformis gehört zur Sektion Euphorbia der Untergattung Euphorbia. Die Erstbeschreibung der Art erfolgte 1753 durch Carl von Linné. Synonyme zu dieser Art sind Euphorbia erosa Willd. (1813), Treisia erosa (Willd.) Haw. (1819), Euphorbia odontophylla Willd. (1813), Euphorbia polygonata G.Lodd. (1828) und Euphorbia cereiformis var. echinata Salm-Dyck ex Boiss. (1862).